# Forlorn River
Forlorn River – amerykański film z 1937 roku w reżyserii Charlesa Bartona.